# Kyanid draselný
Kyanid draselný (triviálně cyankáli) je draselná sůl kyseliny kyanovodíkové. Chemický vzorec je KCN. Je to bílá krystalická hygroskopická látka reagující silně alkalicky. Jedná se o látku vysoce toxickou a dávka 200–300 mg je pro dospělého člověka smrtelná.
Kyanid draselný podléhá hydrolýze vzdušnou vlhkostí a vytváří malé množství plynného kyanovodíku. Ten se vyznačuje zápachem po hořkých mandlích, který část populace není schopna rozpoznat kvůli recesivnímu genu.

## Výroba a reakce
Kyanid draselný se vyrábí reakcí kyseliny kyanovodíkové a hydroxidu draselného:
HCN + KOH → KCN + H2O
nebo reakcí formamidu s hydroxidem draselným:
HCONH2 + KOH → KCN + 2 H2O
Reakcí se vzdušným oxidem uhličitým přechází kyanid draselný na uhličitan draselný (potaš) za vzniku plynného kyanovodíku (HCN):
2 KCN + CO2 + H2O (vzd.) → K2CO3 + 2 HCN

## Fyziologické účinky
Kyanid draselný je silný jed, který intoxikuje tělo požitím, inhalací prachu či vstřebáním kůží. V žaludku se z něho působením kyseliny chlorovodíkové (HCl) uvolňuje prudce jedovatý kyanovodík. Smrtelná dávka KCN pro člověka je 200 mg – 300 mg. Otravy zažívacím traktem trvají při plném žaludku i několik hodin. Při velké dávce uvolněného kyanovodíku (či při jeho vdechování) nastává smrt v několika sekundách.
Toxický účinek spočívá v blokování enzymů tkáňového dýchání. Nejdůležitější je inhibice cytochromoxidázy – CN− se váže na přítomné trojmocné železo Fe3+ a tím dojde k blokádě buněčného dýchání. Následkem je dušení, hlavně některých mozkových center. Transport kyslíku v krvi je zachován, protože železo v krevním barvivu hemoglobinu je ve dvojmocné formě (Fe2+).

## Příznaky otravy
Nastupují v minutách, nejvýše desítkách minut, po požití podle plnosti žaludku (viz výše). Typicky se objevuje (v tomto pořadí): nevolnost, zvracení, bolesti hlavy a v srdeční krajině, pocit horka ve tvářích, hučení v uších, závratě.
Vzniklý nedostatek kyslíku ve tkáních (tkáňová hypoxie) vede k prohloubenému dýchání. Postižený zpravidla zvrací, má nutkání na stolici a je celkově malátný. V další fázi otravy nastupují závažné poruchy dýchání a následně i srdeční činnosti. I několik minut po zástavě dechu však pokračuje srdeční činnost, je tedy možné umělým dýcháním a podáním protijedu postiženého zachránit.
Při umělém dýchání z úst do úst je zachránce ohrožen vydechovaným kyanovodíkem, je proto vhodné použít masku nebo roušku s ventilem.

## První pomoc
Postiženého je třeba ihned odnést ze zamořeného prostředí. Došlo-li ke kontaktu jedu s pokožkou, musí být zasažené místo důkladně omyto vodou. Byl-li jed požit a postižený je stále při vědomí, ihned vyvoláme zvracení (např. požitím slané vody či mechanickým drážděním hrdla). Ve všech případech je nutné volat lékaře.
Nejméně rizikovým postupem lékařské první pomoci je nitrožilní podání hydroxykobalaminu (derivát vitamínu B12) ve vysoké dávce (řádově gramy). Výměnou hydroxidové skupiny vzniká nejedovatý kyanokobalamin.
Další postupy využívají vazbu kyanidového aniontu na krevní barvivo a jeho následné převedení na netoxické sloučeniny. HCN se váže na krevní barvivo hemoglobin pouze v případě jeho převedení na trojmocnou formu (methemoglobin), z něhož vznikne kyanhemoglobin HbCN, který se postupně rozkládá.
Běžně používaným protijedem laické první pomoci je amylnitrit (další názvy: isoamylnitrit, isoamylester kyseliny dusité, dusitan amylnatý, isopentylum nitrosum, amylium nitrosum), jehož páry otrávený vdechuje. Dochází k převodu hemoglobinu (Fe2+) na methemoglobin (Fe3+) a poklesu krevního tlaku (nejlépe vdechovat vsedě). Po vdechnutí postižený zrudne v obličeji. V okamžiku, kdy se barva v obličeji vrátí k normálu, vdechnutí amylnitritu opakujeme. Další léky ze skupiny nitrátů mají stejný efekt (potenciálně nebezpečnou methemoglobinemii a pokles tlaku krve).
Lékař dále podává sloučeniny síry (thiosíran sodný), které vytvářejí netoxické thiokyanáty (rhodanidy). Ty se následně vylučují močí.
Nejméně dvě hodiny po otravě musí být pacient pod lékařským dohledem.
Někdy uváděné podávání glukózy je mýtem. Uvádí se, že Rasputinova odolnost vůči jedu neměla nic společného s nadpřirozenými schopnostmi, ale plynula z neznalosti jeho vrahů. Ti mu jed podávali ve sladkých moučnících a madeirském víně, které je bohaté na cukr. V těchto potravinách se však jedná spíše o sacharózu, nikoliv glukózu. Blokáda dýchacích enzymů není glukózou ovlivněna. Lze spekulovat o pomalém uvolňování jedu z naplněného žaludku.

## Využití
Za přítomnosti kyslíku a vody reaguje zlato s kyanidem draselným za vzniku rozpustných sloučenin. Proto se užívá v klenotnictví při pozlacování kovů. Občas se uplatňuje při získávání zlata z rudy, ačkoliv zde se více používá příbuzná sloučenina kyanid sodný (NaCN). Louhování zlata kyanidovou metodou je problematické z ekologických důvodů.
Kyanid draselný spolu s ostatními kyanidy (kyanid sodný atd.) je také důležitou součástí lázní pro galvanotechniku (galvanické pokovování) – zinkování, stříbření atd.
Tento jed je oblíbený u autorů detektivních románů. V praxi bylo cyankáli používáno jako jed pro sebevraždy představitelů nacistického režimu. Ampulku s jedem použili například Adolf Hitler, Eva Braunová, Heinrich Himmler nebo k trestu smrti odsouzený Hermann Göring, či v roce 2017 bývalý generál Slobodan Praljak.